# Mohamed Suleiman
Mohamed Suleiman (Buuhodle, Somalia, 23 de noviembre de 1969) es un atleta qatarí retirado, especializado en la prueba de 1500 m en la que llegó a ser medallista de bronce olímpico en 1992.

## Carrera deportiva
En los Juegos Olímpicos de Barcelona 1992 ganó la medalla de bronce en los 1500 metros, con un tiempo de 3:40.69 segundos, llegando a la meta tras el español Fermín Cacho (oro) y el marroquí Rachid El Basir (plata).